# Índice (matemática)
En matemática, el término exponente  tiene significaciones múltiples, y algunas de ellas no tienen nada que ver una con las otras, aunque otras se refieren a cuestiones tan vecinas que a veces se prestan a confusión. De todas maneras, todo este gran abanico de acepciones tiene un punto en común : un índice en matemática es, en la mayoría de los casos, representado por un número entero, o por una letra minúscula que representa un número entero dentro de cierto intervalo o dentro de cierto conjunto (finito o infinito) de números enteros.

## Matemática (generalidades)
Un subíndice es un símbolo muy frecuentemente ubicado a la derecha y un poco por debajo de otro símbolo, al que caracteriza o numera. Por ejemplo, 1 es el índice de {\displaystyle x} al escribir {\displaystyle x_{1}} (lo que se puede leer x índice 1 o variable x subíndice 1 o simplemente x 1). Claro está, en ciertas ocasiones también pueden ser de uso los supraíndices o superíndices (por ejemplo el grado de un polinomio la potenciación o el símbolo de derivada), que no son otra cosa que un símbolo ubicado a la derecha y un poco por encima de otro símbolo. Los subíndices y supraíndices en matemática no son totalmente intercambiables o indiferentes, ya que se los utiliza en contextos diferentes, sin duda teniendo los primeros mucha más frecuencia de utilización.
Una serie numérica es una serie infinita indexada por el conjunto de los números naturales. Se suele escribir : {\displaystyle (u_{n})_{n\in \mathbb {N} }} ; obviamente, los símbolos {\displaystyle n} son allí los índices.
Con frecuencia, esta notación es utilizada para indicar la suma de los elementos de una serie (a estos efectos usando un símbolo que es la letra griega sigma) o el producto de los elemento de una serie (usando en este caso a la letra griega pi en su versión mayúscula llamado productorio); consultar el artículo titulado: Símbolos matemáticos.
Más generalmente, a veces se indexa a través de un conjunto índice I cualquiera (finito o infinito) : si X es un conjunto, los elementos del conjunto {\displaystyle X^{I}} de las aplicaciones de I en X se escriben
{\displaystyle (x_{i})_{i\in I}}
A un objeto de este tipo se le llama familia de elementos de X
indexado por el conjunto I.

## En álgebra (multi)-lineal
Las coordenadas de un vector suelen presentarse indexadas por un número entero variando de 1 a la dimensión del espacio (en particular, variando de 1 a 2 si se está trabajando en el plano, y de 1 a 3 si se está trabajando en el espacio físico).
Los elementos de una matriz por su parte, son indexados a través de dos enteros (o sea a través de dos subíndices, que según el caso varían de 1 al número de filas o columnas de la matriz).
Más generalmente incluso, las coordenadas de un tensor de tipo (p,q) (p veces contravariante, y q veces covariante), se escriben:
En estos casos se habla entonces de multi-índice. La posición de los diferentes índices que intervienen, es motivada por la convención de Einstein.

## Álgebra
Si H es un subgrupo de un grupo finito G, el número de elementos de H (o sea su cardinal #H) divide al de G (teorema de Lagrange). El índice de H en G es el cociente #G/#H.
Más generalmente, si el conjunto cociente G/H es finito, el índice de H en G es el cardinal de G/H. Esta noción es sobre todo utilizada cuando H es un subgrupo normal.
El índice de isotropía de una forma cuadrática es la dimensión máxima de un subespacio totalmente isotrópico.
El índice de inercia de una forma cuadrática real es el número de cuadrados negativos (siempre el mismo) obtenidos en una descomposición en cuadrados.

## Cálculo diferencial
El índice de un punto crítico (supuesto no degenerado) de una función {\displaystyle C^{2}}
de n variables (también se dice índice de Morse) es el índice de inercia de su matriz hessiana en el punto en cuestión.
Esta noción se generaliza a las funciones {\displaystyle C^{2}} sobre las variedades diferenciales, y en cálculo de variaciones.
El índice de Voorhoeve es un real positivo asociado a ciertas funciones de la variable compleja, y que juega para ellas el mismo rol que, en el teorema de Rolle, el número de ceros de una función sobre un cierto intervalo real.

## Funciones holomorfas
El índice de un punto con respecto a un lazo interviniente en la fórmula integral de Cauchy, intuitivamente es el número de vueltas del lazo alrededor del punto.

## Análisis funcional
El índice de un operador de Fredholm, es decir, de un operador en donde el núcleo o kernel y el conúcleo son de dimensión finita, es la diferencia de estas dimensiones. Un ejemplo importante, es el que se refiere a un operador elíptico sobre una variedad compacta.

## Geometría diferencial
En geometría diferencial:
- El índice de un campo de vectores f en un cero aislado es el grado de aplicación definido, sobre una esfera bordeando un entorno de ese punto no conteniendo ningún otro cero, e identificado a la esfera unidad por la función x ↦ f(x)/║f(x)║ ;

- El índice de un punto fijo aislado x de una aplicación diferenciable g, de una variedad en ella misma, se define localemente a partir del caso donde la variedad es un espacio euclidiano, en cuyo caso es igual al índice en x (en el sentido precedente) del campo y ↦ g(y) – g(x).